# Нестор (Доненко)
Єпископ Нестор, (в миру Миколай Миколайович Доненко, нар. 20 лютого 1958, Бердянськ, Запорізька область, Українська РСР, СРСР)  — архієрей РПЦвУ, єпископ Ялтинський, вікарій Сімферопольської єпархії, настоятель Покровського храму в смт. Ореанда (АР Крим). Громадянин Росії. У грудні 2022 року позбавлений громадянства України за підтримку агресії рф.
Тезоіменитство — 9 листопада (27 жовтня за старим стилем в день пам'яті прп. Нестора Літописця).

## Життєпис
Народився в м. Бердянськ Запорізької області в родині службовців — батько — адвокат, мати — лікар.. У 1974 році став регулярно відвідувати богослужіння і брати участь в церковних Таїнствах. У 1976 році вступив до Харківського художньо-промислового інституту на скульптурне відділення. Після закінчення інституту в 1981 році працював в Художньому фонді Сімферополя. Брав участь у всесоюзних і міжнародних виставках.
З 1983 року ніс послух читця в Свято-Троїцькому кафедральному соборі Сімферополя. З 1985 року став цікавитися усним церковним переказом. Для чого здійснював поїздки по різних регіонах країни у пошуках свідків церковних подій першої половини ХХ століття.
У 1989 році вступив до Спілки художників СРСР. З 1990 року — член Національної спілки художників України.
30 червня 1991 року був висвячений у сан диякона, а 7 липня того ж року — в сан священника.
З 31 липня 1991 року ніс послух у Свято-Троїцькому соборі м. Сімферополя. У 1993 році призначений настоятелем Покровського храму в смт. Ореанда (Автономна Республіка Крим).
З 1991 року викладав на курсах катехізації в єпархіальному духовному училищі, згодом — викладач Таврійської духовної семінарії. Активно брав участь в богословських та історичних конференціях. Щорічно робив доповіді в Свято-Тихонівському інституті за результатами архівних досліджень по Українській церковній історії першої половини ХХ століття.
У 1993 році воведений у сан протоієрея.
У 1996 році закінчив Одеську духовну семінарію.
З 1995 року ніс послух в Синодальній комісії УПЦ по канонізації новомучеників і сповідників ХХ століття. В цей же час вів дослідницьку роботу в різних архівах СБУ, а також в державних архівах. Результатом цієї роботи стали книги, присвячені подвигу новомучеників і сповідників ХХ століття.
13 червня 2018 року пострижений у чернецтво з ім'ям Нестор в честь прп. Нестора Літописця.
У 2018 році возведений у сан архімандрита.
Рішенням синоду РПЦвУ від 25 вересня 2018 року був призначений єпископом Ялтинським, вікарієм Сімферопольської єпархії.
Хіротонія була звершена 27 вересня 2018 року у Хрестовоздвиженському храмі Києво-Печерської Лаври. Її очолив митрополит Київський і всієї України Онуфрій (Березовський) . Йому співслужили митрополити Сімферопольський і Кримський Лазар (Швець), Вишгородський і Чорнобильський Павел Лебідь, Луганський і Алчевський Митрофан (Юрчук), Бориспільський і Броварський Антоній (Паканич), архієпископи Бучанський Пантелеймон (Бащук), Ровеньківський і Свердловський Пантелеймон (Поворознюк), Городницький Олександр (Нестерчук), Обухівський Іона (Черепанов), Бородянський Варсонофій (Столяр), єпископи Баришівський Віктор (Коцаба), Білогородський Сильвестр (Стойчев), та духовенство Києво-Печерської Лаври.
16 листопада 2021 року очільник РПЦвУ митрополит Онуфрій Березовський призначив єпископа Нестора тимчасовокеруючим Джанкойською єпархією.
В січні 2023 року позбавлений громадянства України указом президентом України за підтримку агресії проти України.

## Політичні погляди
Як з'ясувала Релігія в Україні, новий вікарний архієрей — єпископ Нестор (Доненко) — теж відомий як фігурант листування Кирила Фролова, лідера «Асоціації православних експертів» (АПЕ), куди входять священики і миряни РПЦ і УПЦ (МП), з Патріархією РПЦ і Адміністрацією Президента РФ. Протоєрей Микола Доненко рекомендувався Фроловим в загальному списку «проросійських сил» в Україні, які могли б стати партнерами руху «Український вибір» Віктора Медведчука.

## Нагороди

### Церковні
- 1992 — набедреник, камилавка, наперсний хрест
- 1995 — палиця
- 1996 — хрест з прикрасами
- 1997 — орден прп. Нестора Літописця
- 2000 — ювілейна медаль «Різдво Христове — 2000»
- 2003 — митра
- 2009 — служіння при відкритих Царських вратах до «Херувимської»
- 2013 — орден прп. Антонія і Феодосія Печерських
- 2015 — Другий хрест із прикрасою
- 2017 — орден св. князя Володимира ІІІ ступеня
- 2018 — орден свт. Димитрія Ростовського

### Світські
- 2014 р. — лауреат Всеросійської премії «Хранители наследия».
- 2015 р. — лауреат державної премії «Республіки Крим»[11] за книги «Ялта — город веселья и смерти» и «Новомученики Феодосии».

## Опубліковані праці
1. «Феномен христианского мученичества в истории России ХХ века: Был ли безбожным уходящий век в России?», «Московский журнал», 1.10.1998 р.
2. «Исповедник Димитрий Игнатенко», «Московский журнал», 1.04.1999 р.
3. «Митрополит Анатолий (Грисюк)», «Московский журнал», 1.07.1999 р.
4. «Неподдающийся: (О многих других и кое-что о себе…)», М.: вид. «Вагриус», 2000 р.
5. «Претерпевшие до конца» — 82 с. вид. «Бизнесинформ» — 1997 р.
6. «Наследники царства» I том — 462 с. вид. «Бизнесинформ» — 2000 р.
7. «Наследники царства» II том — 498 с. вид. «Бизнесинформ» — 2002 р.
8. Житие преподобномученика Парфения, игумена Кизилташского монастыря. — 56 с. вид. «Н. Оріанда» — 2007 р.
9. «Священномученик Аркадий, епископ Бежецкий» — 591 с. вид. Дом Коктебель — 2008 р.
10. «Новомученники Феодосии» — 318 с. вид. «Н. Оріанда» — 2004 р.
11. «Новомученики Бердянска» — 214 с. вид. Свято-Троїцка Лавра 2005 р. (ця книга вийшла на грецькій та болгарській мовах).
12. «Секретно» Архиепископ Лука под надзором у Советских органов — 2016 с. вид. «Бизнесинформ» Симферополь — 2004 р.
13. «Крымская епархия под началом Святителя Луки» — 582 с. вид. «Н. Оріанда» — 2010 р.
14. «Разработку Луки продолжаем» — вид. Сретенський монастир — 2011 р.
15. «Крымская епархия в документах Святителя Луки (Войно-Ясенецкого) и надзирающих органов 1946—1961 гг.» — 1231 с. вид. «Н. Оріанда» — 2015 р.
16. «Ялта — город веселья и смерти» — 672 с. вид. «Н. Оріанда» — 2015 р.